# 트라시메노호

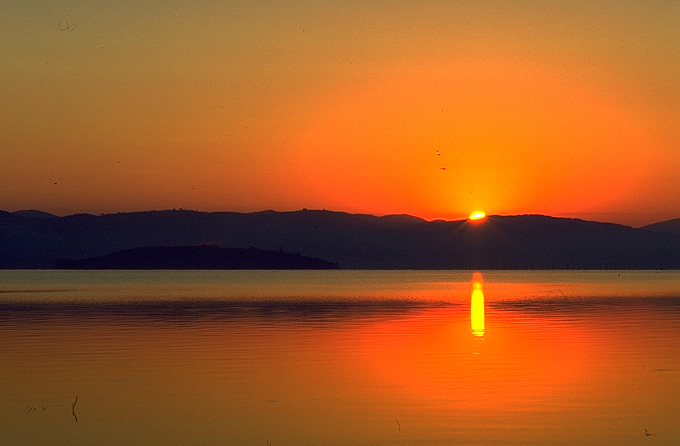
트라시메노호

트라시메노호(이탈리아어: Lago Trasimeno, 라틴어: Trasumennus)은 이탈리아에서 네번째로 큰 호수로 면적은 128km2이다. 포강 남쪽의 이탈리아반도에서 가장 큰 호수이다. 호수 동쪽 30여 km 떨어진 곳으로 테베레강이 흐르고 있지만, 호수와는 언덕을 사이에 두고 나뉘어 있다. 트라시메노호로 흘러들거나 흘러나가는 큰 강은 없으며, 강수와 주위 마을에서의 사용에 따라 수위가 오르내린다.

## 같이 보기
- 트라시메노호 전투
- 움브리아주